# 弗朗茨·哈尼尔

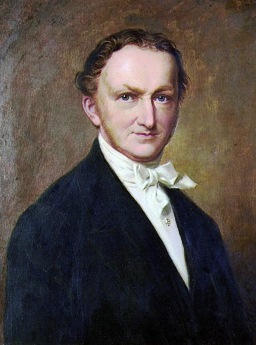
弗朗茨·哈尼尔

约翰内斯·弗朗齐斯库斯·“弗朗茨”·哈尼尔（德語：Franz Haniel；1779年11月20日—1868年4月24日）是一位德国企业家。弗朗茨·哈尼尔公司得名于他。

## 生平
弗朗茨·哈尼尔是雅各布·威廉·哈尼尔和阿莱塔·哈尼尔最小的孩子。他于1779年11月20日出生在鲁尔奥特的货栈中，在他3岁生日前，父亲便去世了。
因此，他的童年主要受母亲阿莱塔的影响。她十分重视全面的教育，因此弗朗茨——正如他后来自己记载的那样——“5—10岁时在鲁尔奥特接受了阅读、书写、拼写、地理、法语、舞蹈、长笛和小提琴的教育”。他没有提到数学，可能是因为他不是在学校而是在母亲的账房中学习了这项技能。
在法国大革命期间，哈尼尔家由于大量难民涌入而获得了许多订单，15岁的弗朗茨不得不放弃学业，在母亲的商号中帮忙。从1796年起，弗朗茨·哈尼尔像他的哥哥格哈德·哈尼尔一样，成为母亲企业的职员。
他在鲁尔奥特早年对运输业务产生的兴趣，在美因茨的商号“J. Hr.·温加特纳父子”进行进修期间得到了进一步发展。这段学习经历始于1798年1月，彼时他18岁。
1799年3月，弗朗茨按照母亲的意愿提前结束了进修，返回鲁尔奥特。
自1806年起，他与弗里德里克·克里斯蒂娜·许森（1785年—1867年）结婚，她是埃森市议员卡尔·艾萨克·阿尔诺·许森（1751年—1834年）的女儿。
1808年，他与哥哥格哈德及其两位姻亲戈特洛布·雅各比和海因里希·阿尔诺·许森一起在施特克拉德创办了“雅各比－哈尼尔－许森冶铁联合企业及商号”，该企业后来发展成为著名的“好望冶铁公司”。尽管在创建前曾发生严重矛盾——问题源于许森在与海伦·阿玛丽·克虏普谈判收购施特克拉德“好望”炼铁厂时的行为。按照原计划，许森是代表哈尼尔兄弟和姻亲戈特洛布·雅各比进行谈判的。他们的目标是将“好望”炼铁厂与他们已经拥有的“圣安东尼”和“新埃森”两座炼铁厂合并为一个联合体，从而打破不利的市场竞争。然而，许森却将“好望”炼铁厂据为己有，并将其转让给即将成立的联合企业作为加入条件。这一行为让弗朗茨·哈尼尔终其一生都无法释怀。
此外，弗朗茨·哈尼尔还经营运输业务、煤炭贸易和航运公司，拥有多艘行驶于鲁尔河和莱茵河上的船只，并涉足多个其他行业。在大陆封锁期间，他还参与了向英国进行的利润极为丰厚的粮食走私活动，如同他的大多数生意一样，最终都获得了巨大成功。
1834年，在他的领导下，人们首次成功突破了被认为无法穿透的石煤上覆地层（即“泥灰岩盖层”），并成功开采出脂煤。这一突破彻底改变了鲁尔区的煤矿开采方式，被公认为现代鲁尔区的诞生标志。1847年，弗朗茨·哈尼尔在埃森开设了“策策·佐尔芬”煤矿。
由于其功勋卓著，弗朗茨·哈尼尔获得了多项荣誉。1845年，他被普鲁士王室授予“商业顾问”称号，1856年晋升为“高级商业顾问”。
1842年，他获得了“红鹰勋章”四等勋位。
1864年，又获得了“红鹰勋章”三等勋位。
1866年，这对夫妇共同庆祝了稀有的“钻石婚”。弗朗茨和弗里德里克共育有10个儿子和1个女儿，但只有5个儿子和女儿在他们去世后仍健在。他的儿子雨果·哈尼尔继承了家族事业。
弗朗茨·哈尼尔于1868年4月24日，也就是妻子去世数月之后，在他出生的鲁尔奥特老宅中去世。